# Margot Zanstra

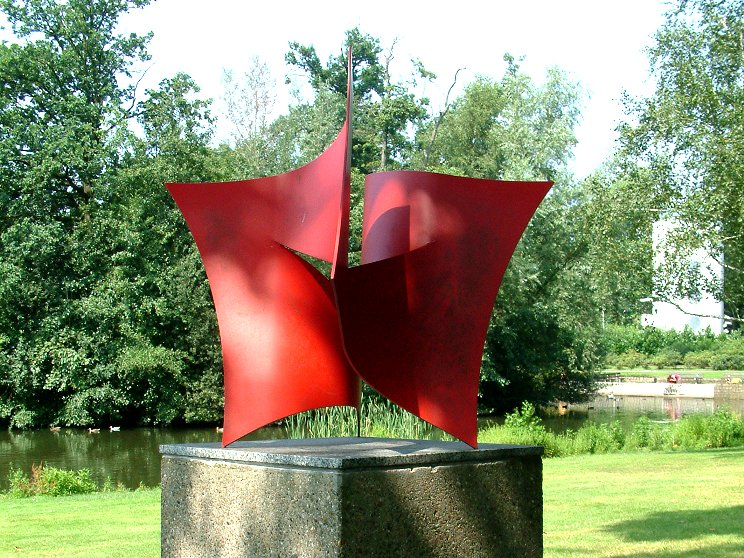
Dubbel Kwadraat, Eindhoven

Margaretha (Margot) Zanstra-van Wilgenburg (Laren, 22 januari 1919 – Amsterdam, 12 mei 2010) was een Nederlandse beeldhouwer.

## Leven en werk
Ze was dochter van Roelof van Wilgenburg en Alida van Unen; vader had een woninginrichtingsbedrijf. Verzetsman August van Wilgenburg was haar broer.
Ze streefde onder de naam Margot van Wilgenburg een loopbaan als balletdanseres na, alhoewel haar ouders dat niet zagen zitten. Ze regelde zelf een balletopleiding en werkte daarvoor in allerlei baantjes. De opleiding en loopbaan stokten door het uitbreken van de Tweede Wereldoorlog. Ze wilde geen lid worden van de Kultuurkamer. Direct na de oorlog kon ze aan de slag bij het Nederlands Operaballet. Weer kreeg ze te maken met tegenslag; een longontsteking zorgde voor oponthoud en een functie als prima ballerina zat er niet meer in. Ze werd balletmeester bij Het Nationale Ballet onder Sonia Gaskell met daaraan verbonden een academie voor dansopleiding waar Van Wilgenburg hoofd van werd. Ze trouwde in november 1964 met architect Piet Zanstra. Margot Zanstra vond zelf, dat ze daardoor door Gaskell terzijde was geschoven omdat naar Gaskells mening je maar een doel kon nastreven: dansen; dat viel niet met andere zaken te combineren.
Ze kwam thuis te zitten en begon wat de priegelen; vanuit hieruit ontwikkelde ze zich als ruimtelijk kunstenaar. Wanneer kunstenaar Dick Elffers het resultaat van haar arbeid ziet moedigt hij haar aan serieus les te nemen. Zij deed kortstondig ervaring op bij de beeldhouwer Pieter Starreveld en er was een opdracht voor een beeld voor een scholencomplex in Rotterdam. Ze ontwikkelde zich langzaam als autodidact, steeds maar lessen volgen om een beeld compleet te krijgen. Ze studeerde ook een tijdje in Engeland, waarbij ze door te kijken in het British Museum en Tate Gallery zichzelf verder ontwikkelde.
Haar werk toont veel geometrisch geïnspireerde figuren met een sterke ritmiek en balans. Voor de schouwburg van Gouda ontwierp ze een strak lijnenspel, waarbij de computergestuurde neonverlichting wisselende kleuren laat zien (zie: afbeelding). Andere beelden van haar staan bijvoorbeeld in Kopenhagen al was daar een meevaller voor nodig. Ze had een zes meter hoog werk ingezonden naar een expositie van de Deense Kring van Beeldhouwers. Na die tentoonstelling zou het beeld terug moeten naar Amsterdam, maar de Denen wilden het houden.

## Werken (selectie)
- Zonder titel - Rotterdam (1971)
- Zanstra en Zanstra - Amsterdam (1973)
- Object - Den Haag
- Dubbel kwadraat - Eindhoven (1980)
- Ruimtelijke sculpturen - Zoetermeer (1980)
- Zonder titel - Purmerend (1980)
- Choreografie in staal - Amsterdam (circa 1983)
- Triangular Duplication Zwijndrecht (1986-1996)
- Ghostdwelling (1991)
- Turbulence - Japanse Utsukushi-gahara Open Air Museum (1987)
- Zonder titel (neonverlichting) - Schouwburg Gouda (1993)
- Turbulentie - Technische Universiteit Eindhoven (1995)
- Triangular duplication - Beeldenpark Zwijndrecht (1996)
- De ontmoeting - Groesbeek (1997)
- Exclamations - IJsselland Ziekenhuis in Capelle aan den IJssel (2001)

## Fotogalerij

Den Haag
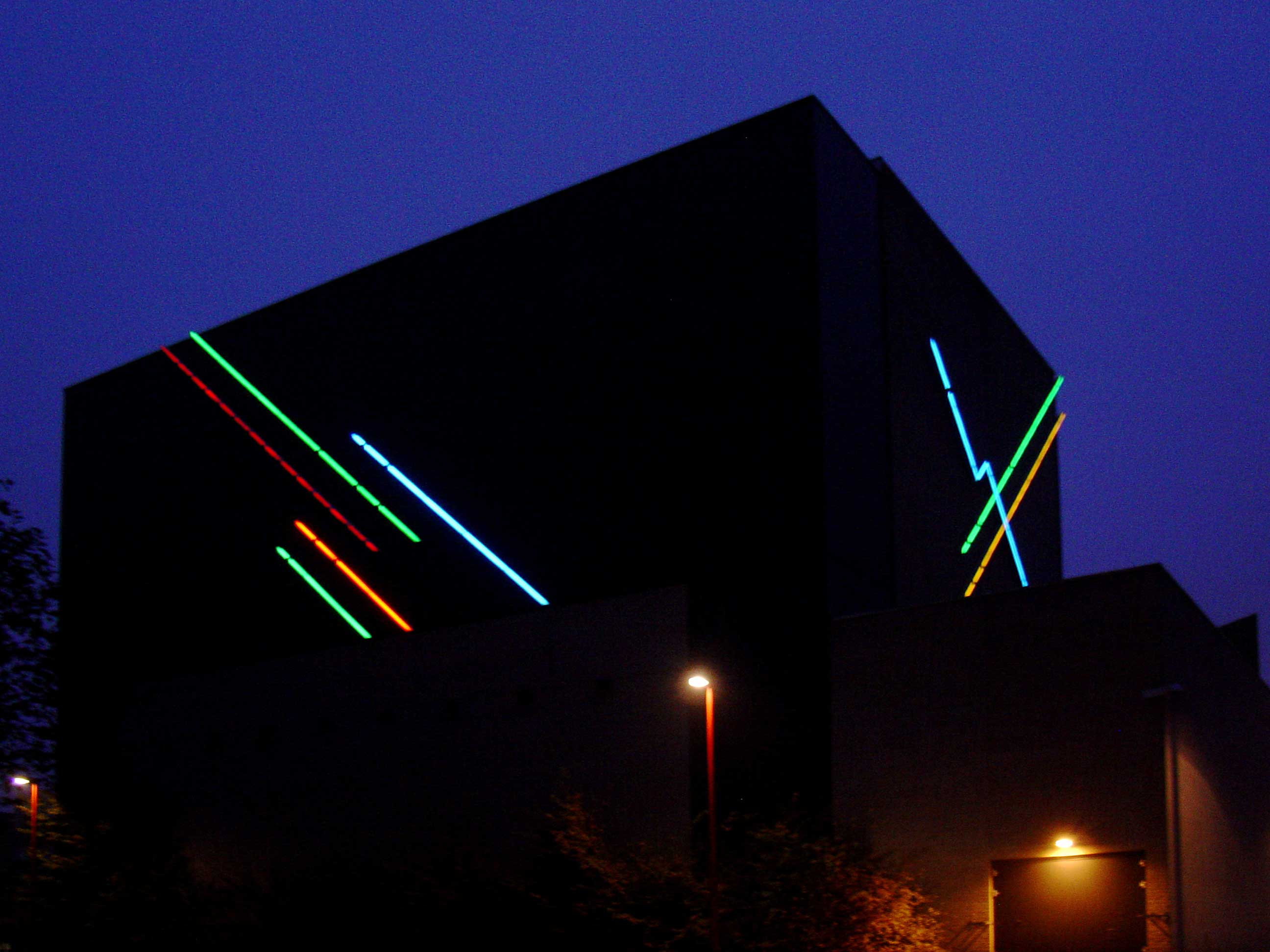
Zonder titel (1993), Gouda
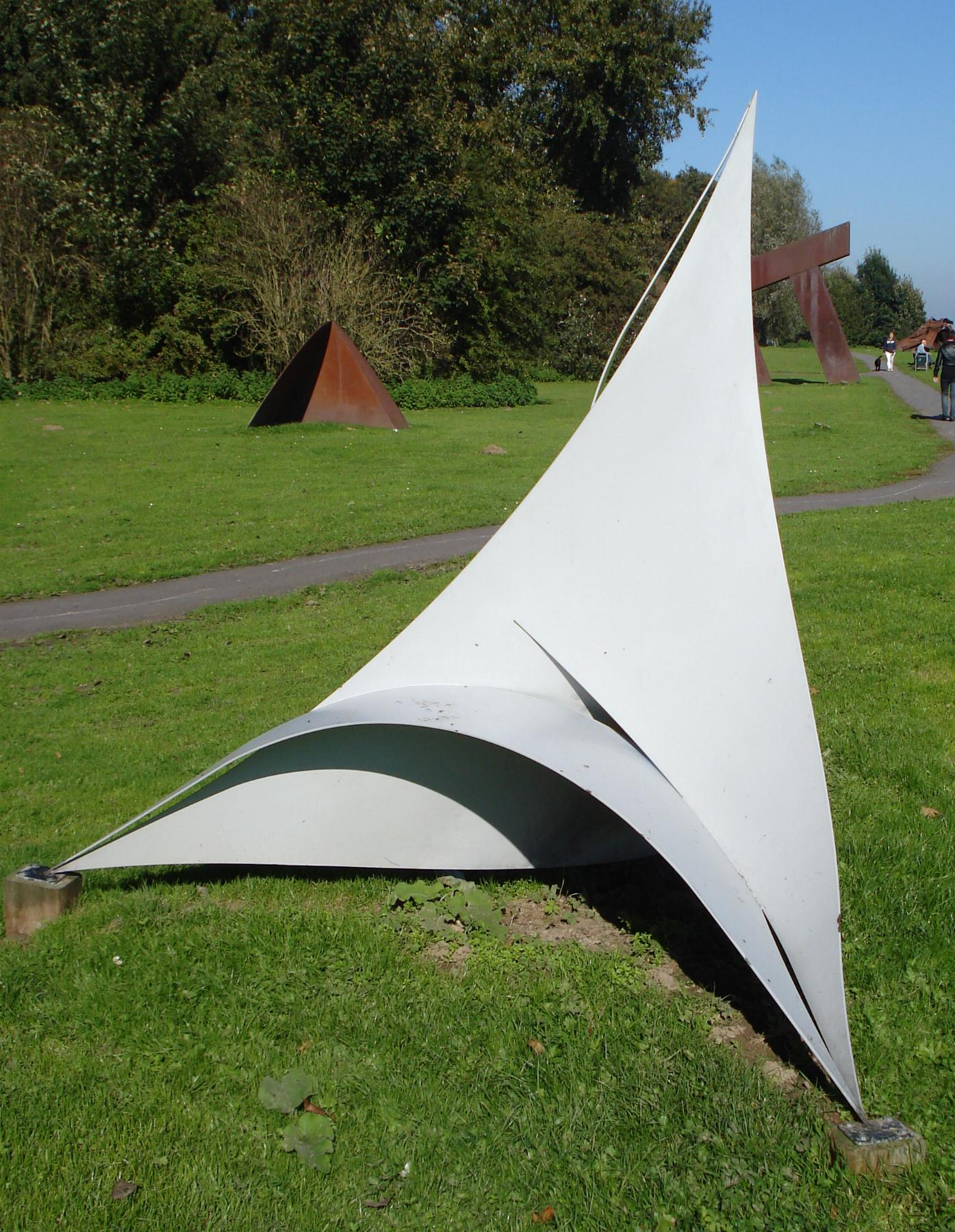
Triangular duplication (1996), Zwijndrecht
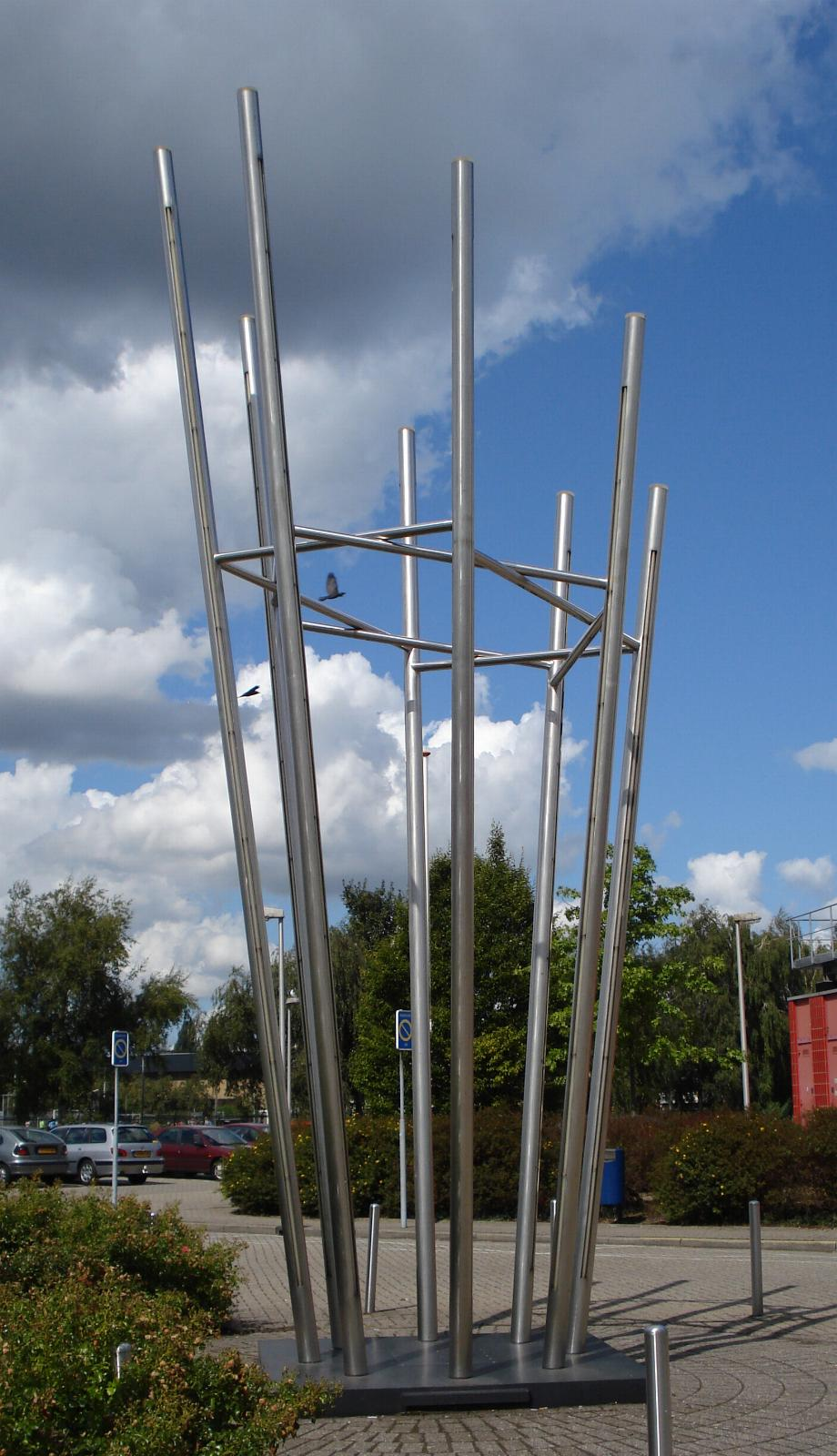
Exclamations (2001), Capelle aan den IJssel

## Prijzen
- De Henry Mooreprijs (1991) met het beeld Ghostdwelling; een beeld van 9 bij 5,5 meter, dat in Japan (het land van uitreiking) achterbleef